# Cheapside (Berkshire)
Cheapside – osada w Anglii, w hrabstwie Berkshire, w dystrykcie (unitary authority) Windsor and Maidenhead. Leży 7,7 km od miasta Bracknell, 23,7 km od miasta Reading i 40 km od Londynu. W 2015 miejscowość liczyła 724 mieszkańców.